# Celerena exacta
Celerena exacta là một loài bướm đêm trong họ Geometridae.